# Copa Latina de 1949
A Copa Latina de 1949 foi a primeira edição da Copa Latina, torneio de futebol organizado pelas federações nacionais da Espanha (RFEF) — organizadora do evento—, Itália (FIGC), França (FFF), Portugal (FPF) e aprovado pela FIFA para designar para a melhor associação e clube do sul da Europa.
Devido ao fato de que a UEFA —a maior instituição de futebol da Europa—, nasceu tardiamente em 1954, eram as suas próprias federações nacionais que zelavam pelo futebol em cada região do velho continente, e assim a competição começou no dia 26 de junho entre os quatro clubes campeões de cada campeonato, um para cada federação representada.
A competição surgiu por iniciativa do jornalista Alberto Martín, que encaminhou a proposta ao General Moscardó, que levou o assunto à Federação Espanhola. Foi então o seu presidente Armando Muñoz Calero quem o lançou. Depois de contar com a cooperação e aprovação de três outras federações de futebol, foi decidido que seria disputado no período de verão, uma vez terminadas as respectivas competições de cada país. A FIFA posteriormente o reconheceu na lista de clubes, apesar de a competição inicial ter sido entre federações.
Ficou decidido que seria disputado em ciclos de quatro edições para definir o campeão, cada país seria alternadamente o organizador. Como promotores, a Espanha sediou esta primeira edição, estabelecendo os jogos sediados em Madri, que também sediou a final, e Barcelona.
A final, disputada em um único jogo, opôs Barcelona contra Sporting no Novo Estádio Chamartín de Madri.
A equipa vencedora desta primeira edição foi o Barcelona depois de vencer por dois gols a um, conseguindo assim o seu primeiro título internacional oficial.
O Torino, atingido um mês antes pela tragédia de Superga, participou com uma equipe mista de jovens e primeiras compras no mercado de transferências, porém vendendo as chances de sucesso irremediavelmente comprometidas.

## Participantes
| Equipe    | Classificação                          |
| --------- | -------------------------------------- |
| Barcelona | Campeão da La Liga de 1948–49          |
| Torino    | Campeão da Serie A de 1948–49          |
| Reims     | Campeão da Divison 1 de 1948–49        |
| Sporting  | Campeão da Primeira Divisão de 1948–49 |

## Fase final
Os primeiros jogos da competição decorreram em 26 de junho entre Sporting e Torino, equipe que compareceu com a sua juventude devido ao acidente aéreo em que morreu grande parte dos seus membros, e entre Barcelona e Stade de Reims. As partidas terminaram respectivamente com uma vitória do Sporting por três gols a um no Estádio Metropolitano de Madrid e com uma vitória por 5–0 para o Barcelona no Les Corts em Barcelona. Arbitrados pelo árbitro francês Victor Sdez perante 35.000 espectadores e pelo italiano Giacomo Bertolio, deixaram o português Fernando Peyroteo como o primeiro artilheiro do torneio, marcando um hat-trick naquela partida de abertura.
Registou-se uma média de pontuação elevada, sendo oito o recorde de gols num jogo, para uma média de cinco por jogo marcados por 13 jogadores diferentes.
O Barcelona venceu o Sporting por 2–1 na final com gols de Josep Seguer e Estanislao Basora no Novo Estádio Chamartín em Madri, dando à Espanha os quatro primeiros pontos da competição. Na disputa pelo terceiro e quarto lugar, os italianos venceram os franceses por 5–3 em uma grande partida.

## Detalhes
O Barcelona debutou ganhando do Reims. 5 a 0. César a Seguer. 1 a 0. Nicolau no rebote do goleiro. 2 a 0. Nicolau entregou a César. 3 a 0. Canal para Seguer. 4 a 0. Seguer para Canal. 5 a 0. Sporting venceu o Torino 3 a 1. Vasques a Peyroteo. 1 a 0. Correia cruza e Peyroteo faz o segundo. 2 a 0. Verísimo para Peyroteo. 3 a 0. Marchetto em esforço pessoal. 3 a 1.
Torino 5 a 3 ao Reims pela decisão do terceiro lugar. Frizzi para Pravisano. 1 a 0. Santos para Marchetto. 2 a 0. Sinibaldi pega o rebote. 2 a 1. Pravisano. 3 a 1. Flaminon para Méano. 3 a 2. Frizzi para Carapellese. 4 a 2. Frizzi para Pravisano. 5 a 2. Batteaux para Flamion. 5 a 3. Barcelona 2 a 1 contra o Sporting. Basora para Seguer. 1 a 0. Peyroteo entrega a Correia. 1 a 1. Basora em jogada individual. 2 a 1.
|  | Semifinais              | Semifinais          |   |                        | Final                  | Final |  |
|  |                         |                     |   |                        |                        |       |  |
|  | 26 de junho (Barcelona) |                     |   |                        |                        |       |  |
|  | Barcelona               | 5                   |   |                        |                        |       |  |
|  | Reims                   | 0                   |   |                        |                        |       |  |
|  |                         |                     |   |                        |                        |       |  |
|  |                         |                     |   |                        | 3 de julho (Madri)     |       |  |
|  |                         |                     |   |                        | Barcelona              | 2     |  |
|  |                         | Sporting            | 1 |                        |                        |       |  |
|  |                         |                     |   |                        |                        |       |  |
|  |                         |                     |   |                        |                        |       |  |
|  |                         |                     |   |                        | Terceiro lugar         |       |  |
|  | 26 de junho (Madri)     | 26 de junho (Madri) |   | 3 de julho (Barcelona) | 3 de julho (Barcelona) |       |  |
|  | Sporting                | 3                   |   | Torino                 | 5                      |       |  |
|  | Torino                  | 1                   |   |                        | Reims                  | 3     |  |

### Semifinais
| 26 de junho | Sporting               | 3 – 1 | Torino        | Metropolitano, Madri                     |
|             | Peyroteo 15', 26', 58' |       | Marchetto 54' | Público: 35 000 Árbitro: FRA Victor Sdez |

- Sporting: Azevedo; Octávio e Barrosa; Juvenal da Silva, Veríssimo e Manuel Marques; Carlos Canário, Albano, Peyroteo, José Travassos (João Martins), Jesus Correia e Manuel Vasques.
- Torino: Gandolfi; Nay e Cuscela; Bersia, Macchi (Giuliano) e Giammarinaro; Gremese, Carapellese, Marchetto, Pravisano e Frizzi.

| 26 de junho | Barcelona                                                      | 5 – 0 | Reims | Les Corts, Barcelona          |
|             | Seguer 5' · Nicolau 25' · César Rodríguez 59', 67' · Canal 73' |       |       | Árbitro: ITA Giacomo Bertolio |

- Barcelona: Velasco; Calvet e Seguer; Curta, Gonzalvo II e Torra; Gonzalvo III, Canal, César Rodríguez, Basora e Nicolau.
- Reims: Paul Sinibaldi; Jacowski e Penverne; Jonquet, Marche e Petitfils; Bini, Batteux, Pierre Sinibaldi, Noël Sinibaldi e Flamion.

### Disputa pelo terceiro lugar
| 3 de julho | Torino                                                   | 5 – 3 | Reims                                   | Les Corts, Barcelona         |
|            | Pravisano 2', 58' · Marchetto 18' · Carapellese 63', 75' |       | Sinibaldi 40' · Méano 62' · Flamion 76' | Árbitro: ESP Ramón Azón Roma |

- Torino: Gandolfi; Nay e Cuscela; Bersia e Giuliano; Gremese, Benjamín Santos, Carapellese, Marchetto, Pravisano e Frizzi.
- Reims: Paul Sinibaldi; Jacowski, Jonquet e Marche; Petitfils; Bini, Batteux, Pierre Sinibaldi, Noël Sinibaldi, Flamion e Méano.

### Final
| 3 de julho | Barcelona               | 2 – 1 | Sporting          | Chamartín, Madri         |
|            | Seguer 10' · Basora 50' |       | Jesús Correia 28' | Árbitro: FRA Victor Sdez |

- Barcelona: Velasco; Calvet e Seguer; Calo, Curta e Gonzalvo II; Gonzalvo III, Canal, César Rodríguez, Basora e Navarro.
- Sporting: Azevedo; Octávio e Barrosa; Juvenal da Silva, Veríssimo e Manuel Marques; Carlos Canário, Albano, Peyroteo, José Travassos, Jesus Correia e Manuel Vasques.

## Premiação
| Copa Latina de 1949           |
| Espanha                       |
| ----------------------------- |
| BARCELONA Campeão (1º título) |

## Estatísticas

### Goleadores
| Jogador              | Clube                      | Gols |
| -------------------- | -------------------------- | ---- |
| Fernando Peyroteo    | Sporting Clube de Portugal | 3    |
| César Rodríguez      | C. F. Barcelona            | 2    |
| Giuseppe Marchetto   | A. C. Torino               | 2    |
| Silvano Pravisano    | A. C. Torino               | 2    |
| Riccardo Carapellese | A. C. Torino               | 2    |
| Josep Seguer         | C. F. Barcelona            | 2    |
| Mateu Nicolau        | C. F. Barcelona            | 1    |
| Josep Canal          | C. F. Barcelona            | 1    |
| Pierre Sinibaldi     | Stade de Reims             | 1    |
| Francis Méano        | Stade de Reims             | 1    |
| Pierre Flamion       | Stade de Reims             | 1    |
| Jesús Correia        | Sporting Clube de Portugal | 1    |
| Estanislao Basora    | C. F. Barcelona            | 1    |

### Máximos Assistentes
| Jogador           | Clube                      | Passes |
| ----------------- | -------------------------- | ------ |
| Attilio Frizzi    | A. C. Torino               | 3      |
| Benjamín Santos   | A. C. Torino               | 1      |
| César Rodríguez   | C. F. Barcelona            | 1      |
| Josep Seguer      | C. F. Barcelona            | 1      |
| Mateu Nicolau     | C. F. Barcelona            | 1      |
| Josep Canal       | C. F. Barcelona            | 1      |
| Estanislao Basora | C. F. Barcelona            | 1      |
| Estanislao Basora | Stade de Reims             | 1      |
| Batteaux          | Stade de Reims             | 1      |
| Pierre Flamion    | Stade de Reims             | 1      |
| Jesús Correia     | Sporting Clube de Portugal | 1      |
| Manuel Vasques    | Sporting Clube de Portugal | 1      |
| Fernando Peyroteo | Sporting Clube de Portugal | 1      |
| Veríssimo Alves   | Sporting Clube de Portugal | 1      |